# Gertrud Alexander
Pour les articles homonymes, voir Alexander.
Gertrud Alexander, née Gertrud Gaudin le 7 janvier 1882 à Ruhla (grand-duché de Saxe-Weimar-Eisenach) et morte le 22 mars 1967 à Moscou, est une militante et femme politique communiste allemande. Elle est également auteure, journaliste politique et critique d'art.

## Biographie
Gertrud Mathilde Bertha Gaudin est née à Ruhla, une petite ville dans les collines de l'ouest de Gotha. Son père était médecin. Elle a fréquenté l'université d'Iéna, l'Académie des Arts d'Eisenach puis l'Académie des Arts de Prusse à Berlin. Elle a financé ses études en travaillant comme professeure de dessin. Elle est professeure d'art dans des établissements secondaires jusqu'en 1908.
Elle rencontre en 1902 Eduard Ludwig Alexander  (1881-1945) un étudiant en droit à Iéna, qui devint en 1911 avocat à Berlin. Gertrud Gaudin et Eduard Ludwig Alexander se marient à Berlin en 1908. Deux enfants naissent du mariage, qui se termine par un divorce dans les années 1920.
Pendant la Première Guerre mondiale (1914-1918), elle se livre à un travail politique illégal et, en 1917, elle est cofondatrice, avec son mari, de la Ligue spartakiste, qui était à l'origine une faction pacifiste du SPD, mais qui s'en sépare de plus en plus à mesure que le parti défend une forme d'Union sacrée durant les hostilités. Alors que la gauche politique continuait de se fragmenter, à la fin de 1919, Gertrud et Eduard Alexander participent à la fondation du Parti communiste allemand. Le parti est consciemment calqué sur les structures conçues en Russie par Lénine, et au sein de son département Agitprop, Gertrud dirige le département de la culture. Elle prend la responsabilité du supplément Feuilleton (de) dans le journal du parti Die Rote Fahne (Le Drapeau rouge).
Lors du soi-disant débat Kunstlump (de), qui enflamme la gauche politique en 1920[pourquoi ?], Gertrud Alexandr prend une position résolument opposée à celle de John Heartfield et George Grosz. Son rejet de « l'anti-art dadaïste » est manifeste dans le discours d'Erwin Piscator au théâtre prolétarien de Berlin fin 1920.
En 1926, Gertrud Alexander rejoint le Parti communiste soviétique. Entre 1931 et 1939, elle occupe un poste de responsabilité au sein de l'administration de censure littéraire et éditoriale (Glavlit). Elle est également rédactrice politique à la Bibliothèque nationale principale de Moscou et à la Bibliothèque Lénine. En 1937, pendant la purge stalinienne (de), elle est brièvement arrêtée. Entre 1939 et 1944, elle quitte Moscou. Après la Seconde Guerre mondiale, officiellement en mai 1945, elle revient dans la capitale soviétique, vivant de son travail de traductrice indépendante. Elle devient aussi rédactrice en chef pour le Bureau d'information soviétique (Sovinformburo) et pour le journal Sowjetliteratur (de) (Littérature soviétique), édité à Moscou dans diverses langues entre 1946 et 1991, notamment en allemand.
Elle meurt à Moscou le 22 mars 1967 à l'âge de 85 ans.